# Revolución mexicana en Tabasco
La revolución mexicana en Tabasco comprende las luchas, batallas y enfrentamientos desarrollados en el estado de Tabasco, con motivo de la Revolución mexicana, entre 1910 y 1919. 
Durante ese tiempo, la inestabilidad política y social que caracterizó a México se vio reflejada también en Tabasco, donde, en ese período, hubo 13 gobernadores, y en 1918 existieron dos gobernadores y dos congresos estatales al mismo tiempo.
Desde abril de 1910, se escenificaron los primeros alzamientos armados en Tabasco, a cargo de Ignacio Gutiérrez Gómez, en contra de la dictadura de Porfirio Díaz. Más tarde, los revolucionarios tabasqueños se alzarían en contra de Victoriano Huerta. 
Una vez derrocado Huerta, Tabasco sería escenario de una intensa lucha de facciones, escenificada por los distintos grupos revolucionarios, destacando la rivalidad entre Luis Felipe Domínguez y Carlos Greene, quienes se enfrascaron en una intensa lucha personal por el poder.
Las hostilidades culminarían hasta 1919, con la llegada del general Carlos Greene a la gubernatura del estado.

## Antecedentes

### Época porfirista

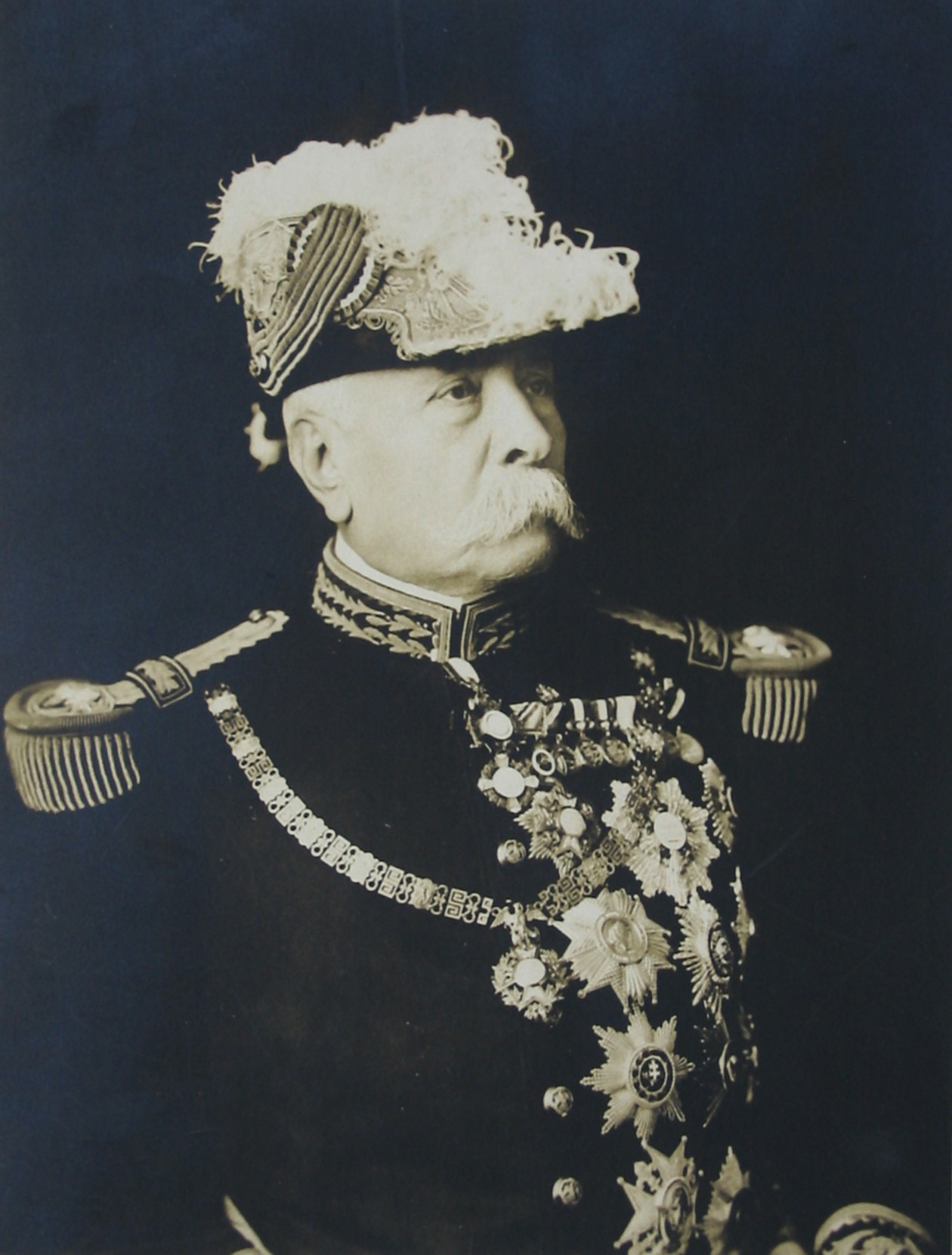
Porfirio Díaz

Este período comprende de 1876 (al término del gobierno de Sebastián Lerdo de Tejada) a mayo de 1911, cuando el general Porfirio Díaz renunció a la presidencia debido a la Revolución encabezada por Francisco I. Madero, Francisco Villa, Emiliano Zapata y los hermanos Flores Magón. El Porfiriato fue un periodo que provocó grandes desigualdades entre la población mexicana, y generó estabilidad económica y política al costo de la concentración de la riqueza en un pequeño grupo y la supresión de numerosas libertades civiles. 
En los 34 años del Porfiriato, se construyeron en México más de 19 mil kilómetros de vías férreas mediante la inversión extranjera; el país quedó comunicado por la red telegráfica; se realizaron inversiones de capital extranjero y se impulsó la industria nacional. A partir de 1893, se sanearon las finanzas, se mejoró el crédito nacional y se alcanzó gran confianza en el exterior, y se organizó el sistema bancario mexicano.
Sin embargo, el general Porfirio Díaz encabezó el ejercicio del poder en el país de manera dictatorial. La situación se prolongó por 34 años, durante los cuales, si bien México experimentó un notable crecimiento económico y estabilidad política, estos logros se realizaron con altos costos económicos y sociales, que pagaron los estratos menos favorecidos de la sociedad. Durante la primera década del siglo XX, estallaron varias crisis en diversas esferas de la vida nacional, que reflejaban el creciente descontento de algunos sectores marginados.

### Tabasco durante el porfiriato
La «paz porfiriana» llegó también a Tabasco y, con ella, el momento de sacar al estado del aislamiento en que había permanecido sumergido durante los tres siglos de la Colonia y los primeros años de vida independiente. Durante los 33 años que el general Díaz presidió el gobierno de la República, el estado de Tabasco empezó a cimentar las bases sobre las cuales, aunque paulatinamente, habría de ir superando aquella precaria situación. 
Libres ya de convulsiones, los tabasqueños se dieron a la tarea de reconstruir la capital del estado. Gran número de edificios maltrechos por las constantes luchas de años anteriores fueron demolidos para construir otros, de tal suerte que la ciudad de San Juan Bautista fue adquiriendo una fisonomía nueva. La entidad empezó a caminar por la senda del progreso: en 1879, se inauguró el Instituto Juárez; en 1881, el servicio telegráfico que conectaba la Ciudad de México con San Juan Bautista; en 1890, se instaló el alumbrado eléctrico público en la ciudad capital; en diciembre de 1894, se abrieron las puertas del nuevo palacio de gobierno, y en 1901 se inauguró el primer banco. 
Tabasco prosperó durante ese lapso de más de tres décadas; pero la inmadurez política de la nación se reflejaba aquí también. Díaz se había perpetuado en el poder, y en Tabasco, Abraham Bandala Patiño había hecho lo mismo: el general fue gobernador de Tabasco, con pequeñas interrupciones en su mandato, desde 1894 hasta diciembre de 1910, esto es, aproximadamente 16 años.

### Primeras inconformidades
Porfirio Díaz aspiraba a fortalecer el «Progreso» dentro de un «Orden» (véase "Orden y Progreso") que incluía ferrocarriles, puertos, telégrafos y una hacienda equilibrada, pero que excluía la democracia política y la participación de la mayoría de la población en los beneficios sociales. Los levantamientos contra el gobierno de Díaz se volvieron cada vez más frecuentes hasta que, en 1906, se produjeron los trágicos acontecimientos de Río Blanco en Veracruz, y de Cananea en Sonora, en los que murieron un gran número de obreros que fueron sometidos a sangre y fuega por las tropas del gobierno. 
El descontento comenzó a adquirir caracteres cada vez más peligrosos para la dictadura. Cuando Francisco I. Madero decidió alzarse contra Porfirio Díaz, abanderado con su lema Sufragio efectivo, No reelección, encontró en un gran número de compatriotas apoyo valiente y firme para su lucha.
Ya desde las postrimerías del siglo XIX, había empezado a sonar en Tabasco el nombre de Domingo Borrego, que pasaría a la historia como uno de los primeros tabasqueños capaces de manifestar abiertamente el descontento contra el gobierno porfirista, a través del periodismo.
El estado era gobernado en ese entonces, por el general Abraham Bandala Patiño, quien, al igual que el presidente Porfirio Díaz, se perpetuaría en la gubernatura estatal durante 16 años, desde 1895 hasta 1910, reelecto en tres ocasiones prácticamente sin oponentes.
En 1902, se fundó en la Villa de Huimanguillo, en la Chontalpa, el Club antirreeleccionista «Melchor Ocampo», para sostener los principios liberales postulados por los hermanos Flores Magón: fue el primer grupo tabasqueño organizado contra la dictadura porfirista; el Club, como era de esperar, fue disuelto con prontitud por Abraham Bandala, gobernador del estado. Sin embargo, el descontento había empezado a manifestarse, y la actividad revolucionaria iría creciendo.

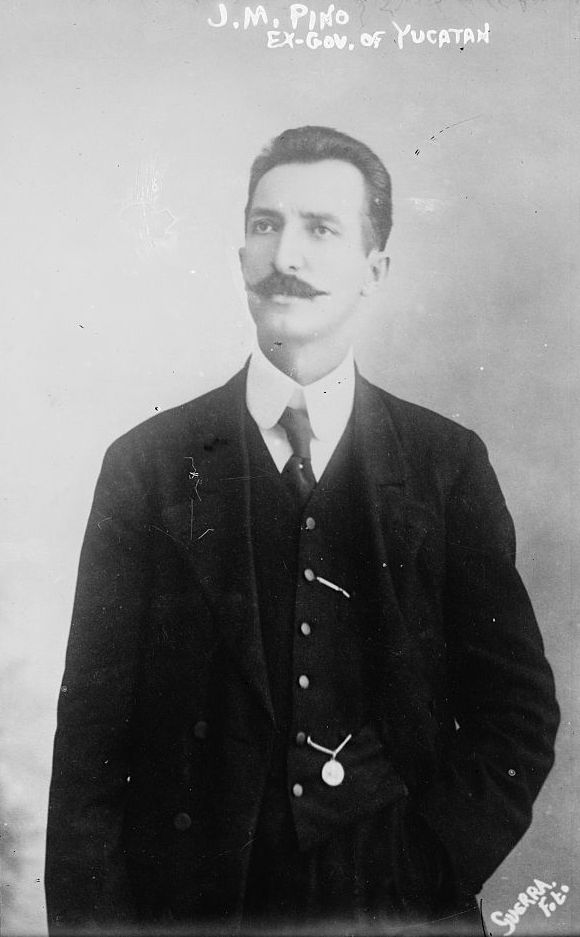
José María Pino Suárez, llamado "El caballero de la lealtad".

En 1905, Manuel Mestre Ghigliazza tuvo la osadía de publicar en la Revista de Tabasco los postulados del Plan de la Noria y del Plan de Tuxtepec. El mismo Porfirio Díaz había esgrimido en aquellos planes los argumentos de la «no reelección» para justificar su rebelión contra los presidentes Benito Juárez y Sebastián Lerdo de Tejada. Puesto que luego él mismo se había perpetuado en el poder, reeligiéndose varias veces, la publicación de esos planes estaba prohibida.
La opinión pública de Tabasco había empezado a tomar conciencia de la imposibilidad del régimen para sostenerse, y el número de manifestaciones oposicionistas iba en aumento. Hacia mediados de 1909, se había logrado consolidar el «partido Gutierrista», encabezado por don Ignacio Gutiérrez Gómez, y con sus hermanos Pedro y Policarpo habría de constituirse en una de las principales fuerzas revolucionarias del estado.
Los nombres de muchos tabasqueños oposicionistas empezaron a sonar. Manuel Mestre Ghigliazza incrementó su actividad; José María Pino Suárez se unía, desde Yucatán, a las filas maderistas, y Félix Fulgencio Palavicini había sustituido a José Vasconcelos Calderón en la dirección del Antirreeleccionista, periódico fundado por Francisco I. Madero. Corría el año de 1909, cuando se fundó en Huimanguillo un nuevo club antirreeleccionista, llamado como aquel fundado en 1902, «Melchor Ocampo». El nuevo club postulaba los principios maderistas.

### Primer levantamiento armado en Tabasco
El primer levantamiento armado en Tabasco se dio el 5 de abril de 1910, mucho antes de que estallara en el país la Revolución Mexicana, cuando Ignacio Gutiérrez Gómez se levantó en armas en la Chontalpa, en contra de la dictadura de Porfirio Díaz y del gobernador Abraham Bandala Patiño, sin embargo, su movimiento no tuvo éxito y la rebelión fue sofocada rápidamente por el gobernador Bandala.
Presionado por los acontecimientos, el gobernador Abraham Bandala, decide dejar el poder, por lo que el 16 de octubre de 1910, se realizaron en el estado, elecciones para gobernador, resultando ganador don Policarpo Valenzuela, quien era el candidato apoyado por Bandala y Porfirio Díaz. Sin embargo, esto no tranquilizó el clima político en Tabasco, ya que los revolucionarios de la Chontalpa no estaban dispuestos a abandonar la lucha hasta no ver derrocado al antiguo régimen.
Tal era la situación en Tabasco, cuando el 20 de noviembre de 1910, Aquiles Serdán fue asesinado en Puebla y con su muerte, el pueblo entero se sintió agredido y estalló finalmente la lucha armada.

### Ignacio Gutiérrez se alza en la Chontalpa

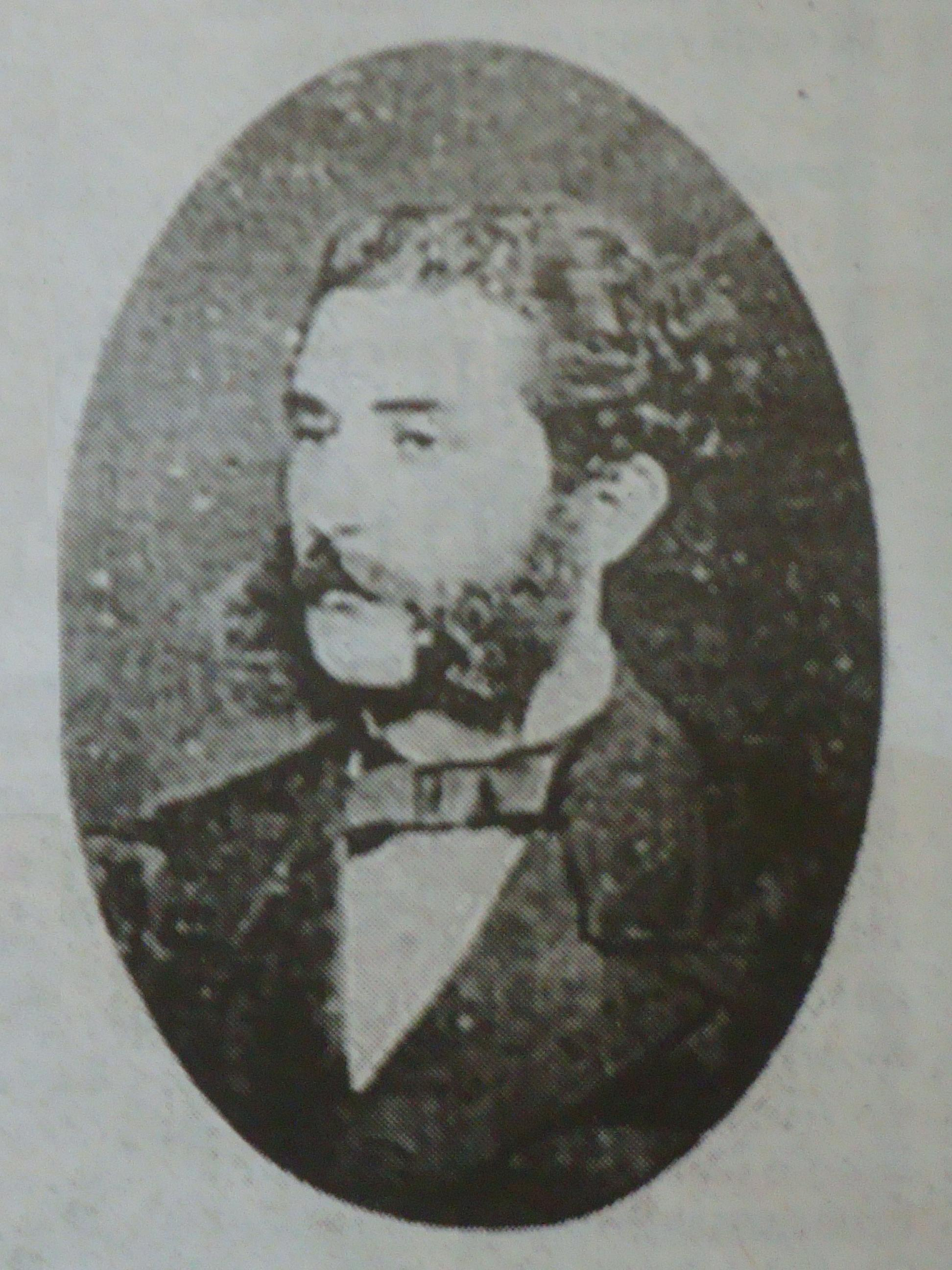
Ignacio Gutiérrez Gómez. Revolucionario tabasqueño que inició la lucha en Tabasco en diciembre de 1910.

Unos meses después de su primer levantamiento armado, Ignacio Gutiérrez Gómez, reorganizó su ejército y secundando el movimiento revolucionario en el estado, el día 19 de diciembre de 1910 se levantó en armas en San Felipe Río Nuevo (hoy poblado Ignacio Gutiérrez, Cárdenas) «El primer gran objetivo de la campaña fue la cabecera municipal, Cárdenas, a donde deberían entrar las fuerzas revolucionarias el día 24 de diciembre». Antes, el 20 de diciembre, tomaron el poblado de Santa Ana (hoy Sánchez Magallanes).

### Fallido ataque a Cárdenas
Una vez tomado Santa Ana, los revolucionarios se prepararon para atacar la villa de Cárdenas la noche del 23 para el 24 de diciembre. Esta plaza, se encontraba resguardada por tropas federales con mayores pertrechos militares. Para el ataque a Cárdenas, las avanzadas estuvieron a cargo del capitán Daniel Gavilla, que con 50 hombres emprendió camino hacia aquella plaza teniendo las instrucciones de recoger armas y levantar más hombres por el camino, así como esperar a Gutiérrez a tres kilómetros de la entrada, sitio donde éste los alcanzaría en la tarde del día señalado para el ataque.
Por una desobediencia y ansiedad del capitán Gavilla, los maderistas comenzaron el ataque antes de que Gutiérrez llegara con los refuerzos al lugar acordado, y este hecho les costó su primera gran derrota por lo que son perseguidos hasta San Felipe, en donde el 31 de diciembre, son atacados por las fuerzas del gobierno comandadas por el Mayor Juan B. Ulloa, propinándoles una gran derrota y destruyéndoles el poblado. El propio Ignacio Gutiérrez tuvo que huir con su familia y seguidores, teniendo que pasar varios días escondidos en la selva para salvar su vida. Las fuerzas revolucionarias fueron calculadas en 200 o 300 hombres, de los que perdieron 18 por 3 de los atacantes.

### Toma de Huimanguillo y Cárdenas
No obstante, Gutiérrez no se amedrentó y reorganizando sus fuerzas a las que se le unieron Fernando Aguirre Colorado, Isidro Cortés, Áureo L. Calles, José Merced Gamas y Felipe Ordóñez, y con mejores elementos que el año anterior, decidió volver a emprender la lucha en abril de 1911. «Los objetivos inmediatos eran Huimanguillo y Cárdenas; en el camino ya con un contingente de 157 hombres, Gutiérrez llegó a Huimanguillo el 6 de abril, donde el jefe político presentó una oposición débil con 15 hombres que pudo reunir. La escaramuza duró menos de dos horas, ahí se le unió Pedro Sánchez Magallanes. Al día siguiente, los rebeldes marcharon sobre la villa de Cárdenas la cual tomaron sin disparar un solo tiro, ahí se le incorporan Ramón Sosa Torres y Juan Torres, la revolución había comenzado a triunfar en Tabasco».

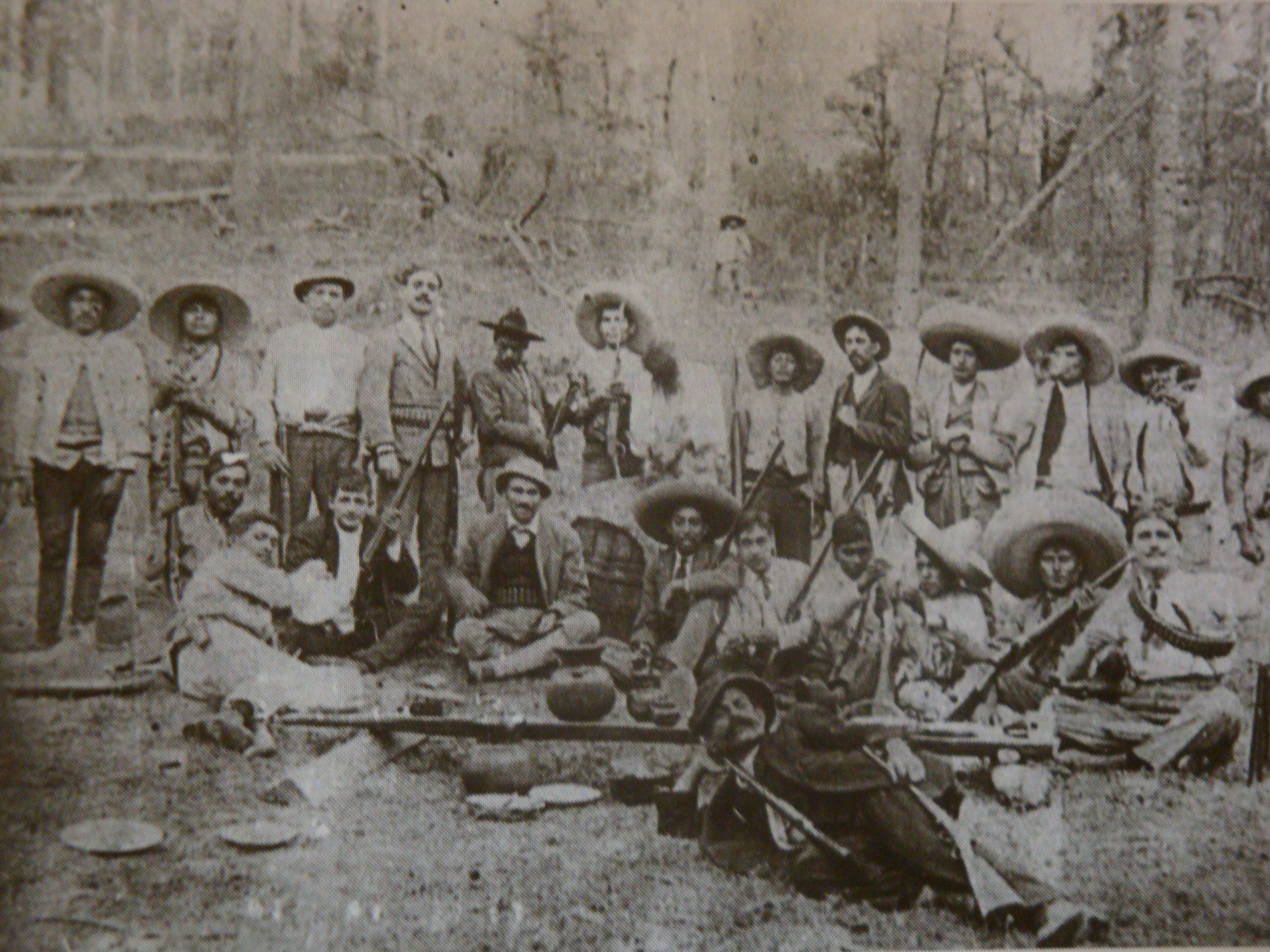
Revolucionarios tabasqueños.

En ambas poblaciones Gutiérrez cambió las autoridades porfiristas poniendo a revolucionarios, y partió hacia Comalcalco villa que tomó el 11 de abril, y entró a Paraíso tomando la plaza en las mismas condiciones, sin disparar un solo tiro. Como los federales le iban siguiendo los pasos, decidió para evitar una masacre en la población, abandonar Paraíso y trasladarse por la noche al pueblo de Aldama a donde llegó al amanecer del día 13.
Ya en Aldama, población del municipio de Comalcalco, los revolucionarios se concentraron y establecieron ahí su cuartel general, había entre setecientos y ochocientos hombres prestos a la lucha, ya que se tenían noticias de que las tropas federales se acercaban a la zona.

### Batalla de Aldama y muerte de Gutiérrez
El 21 de abril de 1911 al mediodía, se sucedió el combate de Aldama, en el que trabaron combate unos 1,000 hombres de las fuerzas de Gutiérrez Gómez con 300 elementos del ejército federal. A pesar de su superioridad numérica, este combate, resultaría desastroso para los revolucionarios, propiciado por la cobardía o indecisión de Domingo C. Magaña. El hecho más lamentable en esta derrota, fue la muerte del revolucionario tabasqueño Ignacio Gutiérrez Gómez.

### Los revolucionarios se reagrupan
Al frente de los revolucionarios quedó Domingo Magaña, quien emigró con sus seguidores a la Sierra de Chiapas para reorganizarse. Una vez organizados, tomaron Pichucalco, luego Teapa, donde fueron recibidos con entusiasmo, más adelante tomaron Juárez y Reforma y avanzaron a Huimanguillo.

### Fin de la lucha armada

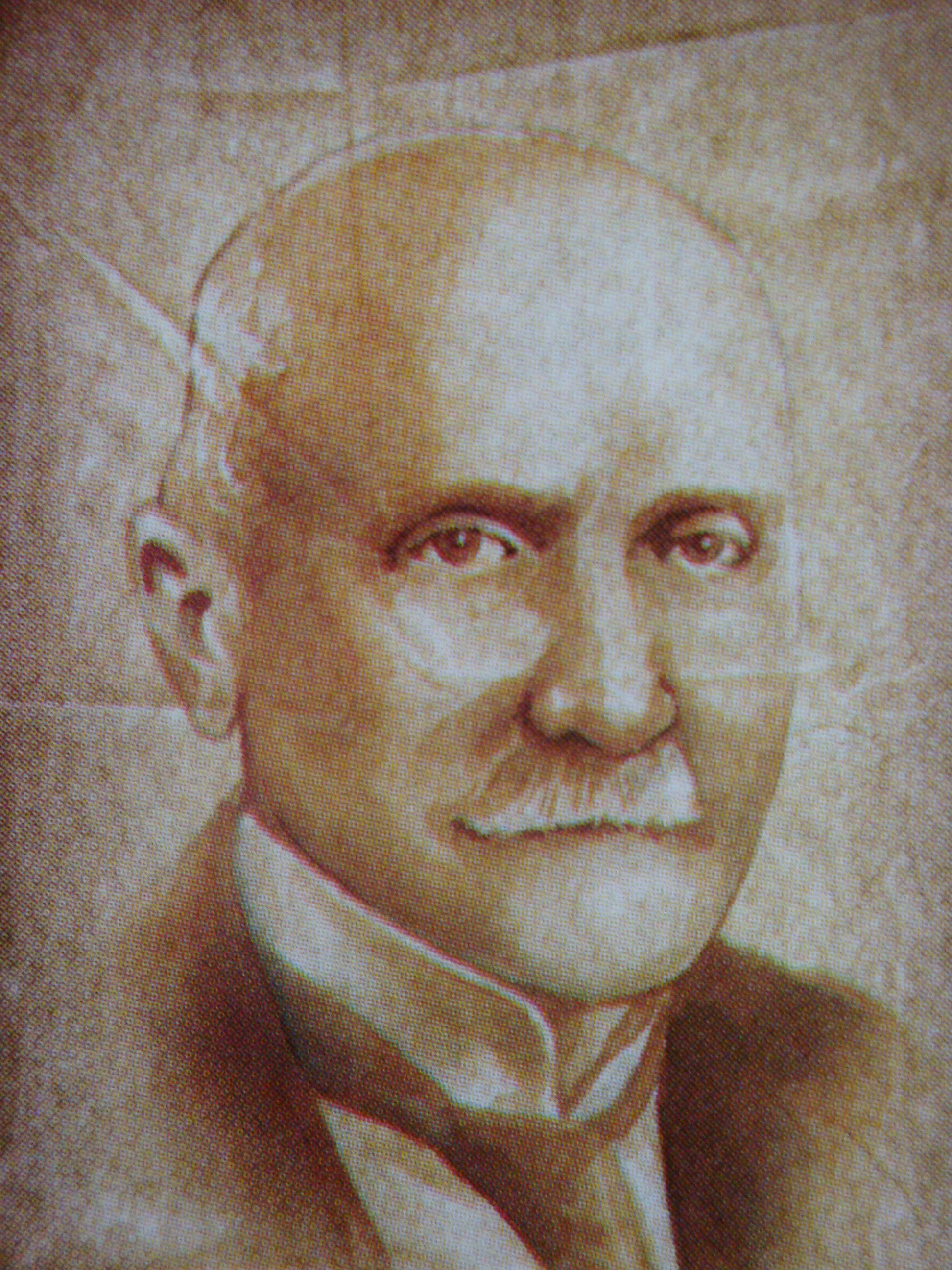
Manuel Mestre Ghigliazza, exgobernador del estado.

Mientras tanto, en otras partes del país, se multiplicaban los combates, de tal forma que las fuerzas revolucionarias tomaron Ciudad Juárez, derrotando al régimen de Porfirio Díaz. Así, el 21 de mayo de 1911, se firmaron los Tratados de Ciudad Juárez, por medio de los cuales se ponía fin a la lucha armada. El 25 de mayo, recibió el gobernador del estado Policarpo Valenzuela un escrito que decía: "Sr. Gobernador, la paz ha sido firmada, debiendo cesar inmediatamente y de modo definitivo las hostilidades. Sírvase usted darle amplia publicidad a todas las autoridades de su dependencia y a los jefes revolucionarios que operen en su jurisdicción..."
El 28 de junio de 1911, hizo su entrada a la ciudad de San Juan Bautista la brigada de los revolucionarios de la Chontalpa al mando de Domingo C. Magaña. Para entonces, el gobernador del estado Policarpo Valenzuela, presionado por los hechos, pedía permiso al Congreso para ausentarse del cargo, pretendiendo dejar al frente del gobierno a Justo Cecilio Santa Anna, cosa que desató el descontento de los revolucionarios, quienes proponían a Domingo Borrego y consideraban a Justo Santa Anna, un fiel seguidor del exgobernador Abraham Bandala. Presionado por los revolucionarios, el Congreso del Estado, decidió nombrar como gobernador interino a Tomás G. Pellicer pero el pueblo lo rechazó, aclamando a Domingo Borrego, y obligando así al Congreso estatal a elegir a uno de los seguidores de los revolucionarios, Manuel Mestre Ghigliazza.
Mestre había externado su decisión de no participar en las próximas elecciones, tomando posesión como gobernador interino el 9 de junio de 1911, quedando libres para presentar su candidatura Domingo Borrego y Lorenzo Casanova. Pero Mestre decide participar en las nuevas elecciones, por lo que renuncia al cargo de gobernador el 3 de julio, convenciendo a Domingo Borrego de quedar como interino, provocando la división de los revolucionarios. Las elecciones se realizan el 6 de agosto, resultando ganador Mestre Ghigliazza para el período del 1 de septiembre de 1911 al 31 de diciembre de 1914.

## La Revolución Constitucionalista y guerra civil 1913-1919
El 13 de febrero de 1913, se llevó a cabo el asesinato de Francisco I. Madero y José María Pino Suárez, lo que llevó a la presidencia de la República al General Victoriano Huerta, provocando esto, que el gobernador de Coahuila Venustiano Carranza desconociera a Huerta y se alzara en armas.

### Los revolucionarios se alzan en la Chontalpa
En Tabasco el gobernador Manuel Mestre Ghigliazza reconocía a Victoriano Huerta como Presidente de la República, lo que provocó las protestas de los hermanos Fernando y Ernesto Aguirre Colorado, así como de Pedro C. Colorado, quienes decidieron entrar en contacto con Venustiano Carranza solicitándole apoyo con armas y municiones para lanzarse a la lucha. El grupo tomó Cárdenas el 5 de abril de 1913 y el día 6 Huimanguillo, con lo que se reinició la lucha en Tabasco. Isidro Cortés, Ramón Sosa Torres y unos cien hombres, tiene el mérito de haber iniciado la revolución contra Huerta en el estado.
Existían entonces en el estado, tres grupos de rebeldes: el de Isidro Cortés y Ramón Sosa Torres; el de Carlos Greene y Aurelio Sosa Torres; y el de Pedro C. Colorado, Ernesto Aguirre Colorado y Aquiles Calles. Todos operaban por separado en la zona de la Chontalpa, aunque cuando necesitaban refuerzos se unían, pero no siempre fue así, debido a que había discrepancias respecto a quien debía comandarlos.
El 25 de abril Mestre solicitó licencia indefinida y entregó el gobierno al General Agustín A. Valdez, enviado por Victoriano Huerta para hacerse cargo del estado, y quien por ser cubano, el Congreso del Estado, le otorgó la "ciudadanía tabasqueña" para que pudiera ocupar el cargo. A finales de ese mes, Pedro C. Colorado, se reunió con los hermanos Alejandro y Carlos Greene, así como con los hermanos Carlos y Ernesto Aguirre Colorado, y Ramón y Aurelio Sosa Torres para formular un plan revolucionario y explicar las razones para lanzarse a la lucha contra Victoriano Huerta.
La guerra civil se propagó rápidamente, en la Chontalpa. Se libraban batallas y escaramuzas contra las tropas federales, Carlos Greene atacó a finales de abril la población de Huimanguillo, pero tuvieron que retirarse por falta de municiones. En mayo atacaron Comalcalco que cayó en su poder el día 12. El gobernador Agustín Valdez ofreció a los revolucionarios garantías a fin de que depusieran las armas, los revolucionarios tabasqueños pusieron como condición principal para rendirse, que se designara a un gobernador nombrado por los revolucionarios, que las fuerzas federales abandonaran la entidad y que se reconociera a Carranza como jefe de la Nación. El enviado del gobernador Valdez solicitó una tregua para analizar las peticiones, sin embargo, los huertistas no respetaron dicha tregua y atacaron a los revolucionarios, quienes lograron repeler el ataque.
En el centro del país, el asesinato del senador Belisario Domínguez por los esbirros de Victoriano Huerta hizo que los diputados del Congreso de la Unión amenazaran con desconocer al gobierno, por lo que Huerta ordenó la disolución de las Cámaras, convirtiéndose de hecho en dictador.

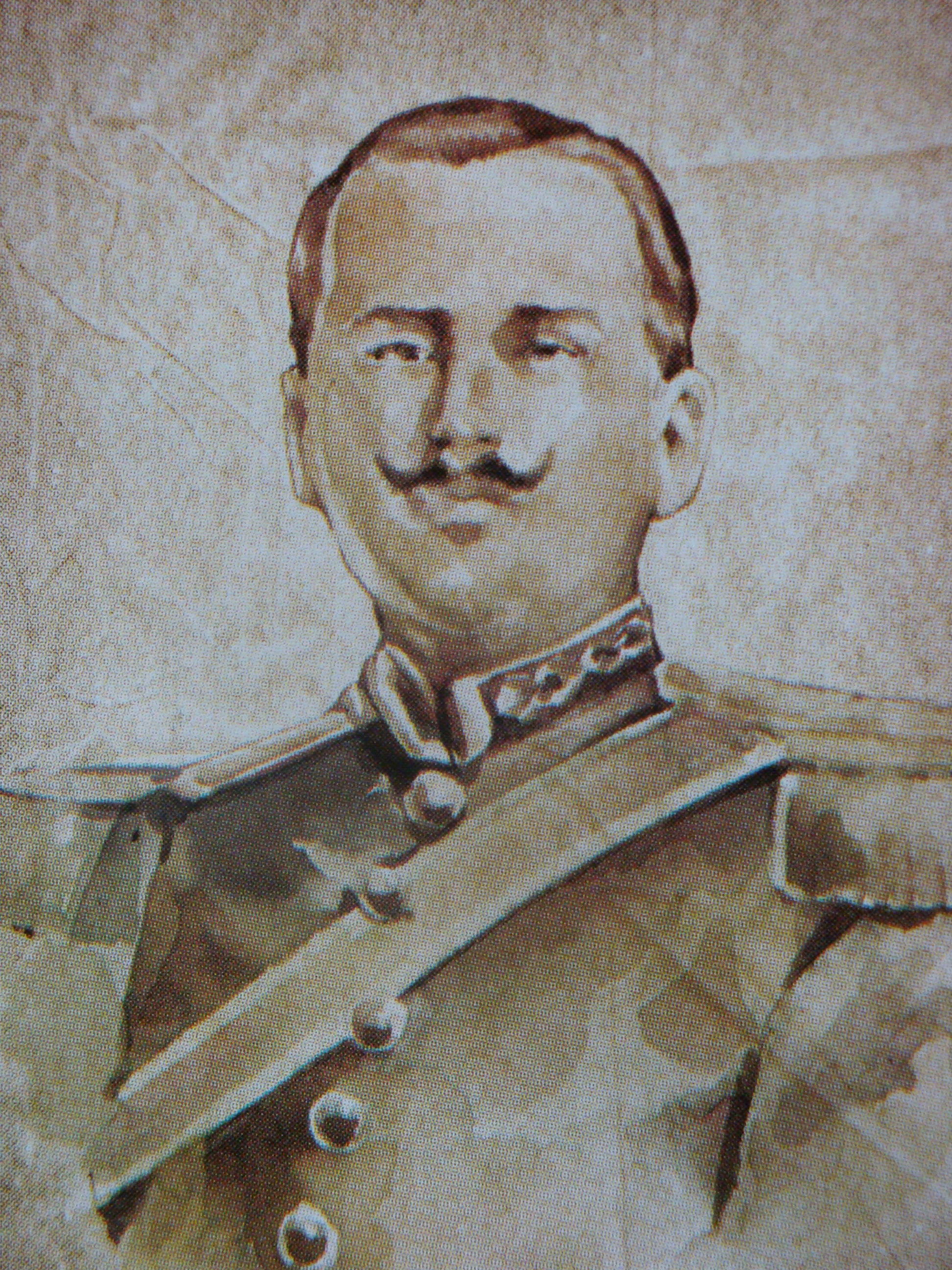
Gral. José Domingo Ramírez Garrido, Revolucionario tabasqueño, entró triunfante a San Juan Bautista junto con el ejército constitucionalista el 13 de septiembre de 1913.

En Tabasco mientras tanto, las escaramuzas entre rebeldes y federales continuaban, sin que ninguno de los dos grupos obtuviera grandes triunfos. Pedro C. Colorado derrotó a los Federales cerca de Pichucalco. A mediados de agosto Aurelio Sosa Torres y Carlos Greene se unieron a Isidro Cortés para poner sitio a Cárdenas, sin embargo no pudieron tomar la ciudad. 
Mientras tanto, en San Juan Bautista, capital del estado, la vida continuaba con relativa calma, el general Agustín A. Valdez había sido llamado a la capital del País, por lo que era necesario sustituirlo en el gobierno del estado, acordando el Congreso que el general Alberto Yarza, quien se encontraba en Tabasco era la persona adecuada para ocupar el cargo. De esta forma, Yarza juró como gobernador del estado el 20 de agosto de 1913.
Para conservar la tranquilidad de la población, el nuevo gobernador trató de mantener bien defendidas las principales poblaciones de la Chontalpa, por lo que los revolucionarios tabasqueños se mantuvieron a la expectativa durante varios meses. Mientras tanto el Congreso del Estado trabajaba en la elaboración de una nueva Constitución, que sería la séptima y que se daría a conocer a finales de 1913.

### La Brigada Usumacinta
Por esas fechas se formó otro contingente revolucionario que operaba en la región de Los Ríos, comandado por Luis Felipe Domínguez Suárez, en el que también participaban su hermano José Eusebio Domínguez Suárez y José Preve, conformando la "Brigada Usumacinta". En su campamento de El Ceibo, Luis Felipe Domínguez daba a conocer el 15 de mayo de 1914 su proclama en la que desconocía a Huerta y al entonces gobernador del estado el General Alberto Yarza.
La Brigada Usumacinta ocupó las poblaciones de Balancán, Montecristo (hoy Emiliano Zapata) y Jonuta. El 18 de agosto de 1914, tropas huertistas realizaron un sangriento ataque a Balancán, en donde murió el coronel José Eusebio Domínguez Suárez segundo jefe de la Brigada Usumacinta.

### Triunfo de los revolucionarios

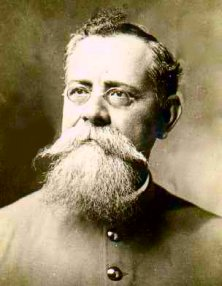
Venustiano Carranza, presidente de México.

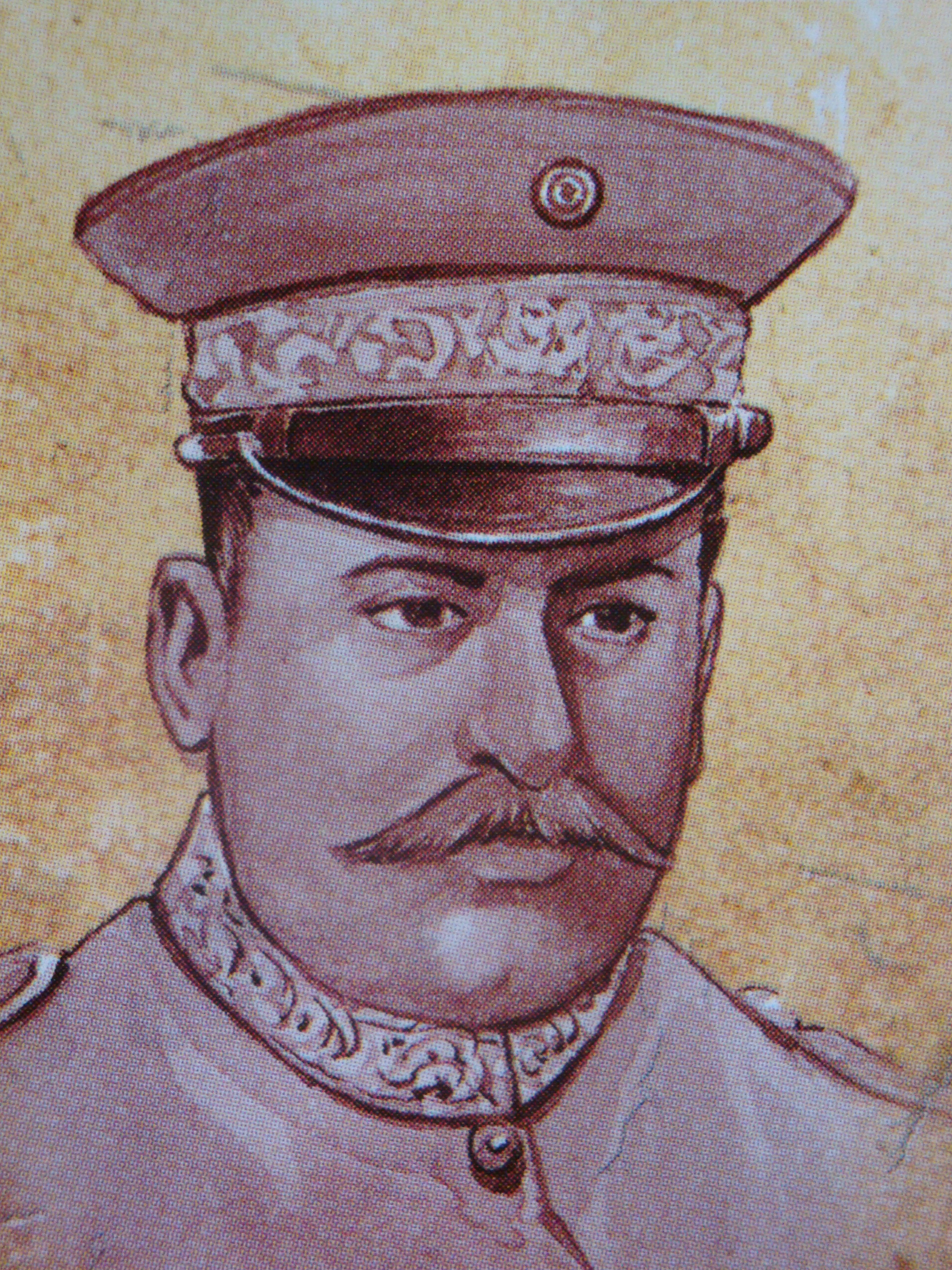
Gral. Luis Felipe Domínguez, jefe de la "Brigada Usumacinta" y Gobernador del estado.

Carlos Greene, preocupado por la falta de medios de los revolucionarios, envió a Alfonso Caparroso a entrevistarse con Venustiano Carranza y solicitarle elementos de combate para los rebeldes de la Chontalpa. Por órdenes de Carranza les fueron entregadas armas y municiones que se introdujeron al estado por la barra de Santa Anna.
Para aquel entonces, en todo el país se libraban grandes batallas. El ejército Constitucionalista, luego de obtener sonados triunfos en el norte, enfilaba hacia el centro del País, poniendo en aprietos a Huerta. El 21 de abril de 1914, sin declaración de guerra, barcos y soldados estadounidenses atacaron y ocuparon el puerto de Veracruz, el presidente de Estados Unidos Woodrow Wilson informó a Carranza, que su intención no era hacer la guerra, sino combatir a Huerta.
Ya sin control sobre el gobierno Huerta dejó en la presidencia a Francisco Carbajal y huyó hacia el Puerto de Veracruz para embarcarse con rumbo a Cuba. Venustiano Carranza obtuvo la rendición completa del régimen el 13 de agosto de 1914, al firmarse los Tratados de Teoloyucan.
Greene buscó nuevamente entrevistarse con Carranza a fin de revitalizar la lucha en el estado, para lo cual viajó a Veracruz la que encontró ocupada por los estadounidenses, se dirigió al jefe de las tropas invasoras para solicitarle la compra de parque y armamento, sin obtener éxito, por lo que viajó hasta Tuxpan, Veracruz, donde se encontraban tropas constitucionalistas al mando del general Cándido Aguilar, quien lo apoyó con dinero y municiones.
A su regreso a Tabasco y ya con esos refuerzos, Greene atacó Paraíso el 21 de agosto, cuando ya se había firmado la rendición de Huerta. El triunfo en Paraíso dio oportunidad a los revolucionarios de la Chontalpa de ocupar las principales ciudades, nombrando autoridades revolucionarias. 
Tras la rendición de los huertistas, Carranza le comunicó al gobernador Alberto Yarza que continuara en San Juan Bautista al frente del gobierno, hasta que se presentaran sus enviados a efectuar el cambio de gobierno. Mientras tanto, los hombres de la Brigada Usumacinta llegaban el 26 de agosto a Tenosique, cuando Luis Felipe Domínguez recibió un telegrama de Venustiano Carranza en el que se le ordenaba que avanzara a San Juan Bautista a hacerse cargo del gobierno.
El 28 de agosto de 1914 Luis Felipe Domínguez entró a la capital San Juan Bautista y se puso en contacto con el general Yarza acordando que el cambio de gobierno se realizaría el 31 de agosto. Al día siguiente, un grupo de federales se levantó en armas, sin embargo, los hombres de la Brigada Usumacinta armaron a la población y la rebelión fue sofocada, realizándose el cambio de gobierno en la fecha acordada.

### La lucha de facciones
Al tomar posesión como gobernador del estado Luis Felipe Domínguez, los revolucionarios de la Chontalpa no aceptaron que la gubernatura estuviera ocupada por un revolucionario de la región de Los Ríos y comenzaron a suscitarse serias fricciones, por lo que el recién nombrado gobernador decidió abandonar la capital del estado.
El 2 de septiembre entraron a la capital San Juan Bautista los generales Carlos Greene, Pedro C. Colorado, Ramón Sosa Torres, Isidro Cortés y José Domingo Ramírez Garrido, con la llegada de los revolucionarios de la Chontalpa hubo saqueos y terror, se persiguió a los huertistas, se ocuparon casas de particulares, el Obispado y la Catedral, y hubo varios fusilamientos de personas que colaboraron con el huertismo.
Ante las presiones del los revolucionarios de la Chontalpa, Carranza envió un representante quien convocó a una junta a los principales jefes, y en ella se percató que la mayoría de los revolucionarios apoyaba a Carlos Greene, por lo que al término de la misma, el gobernador Luis Felipe Domínguez tuvo que renunciar a su cargo para ser sustituido por don Carlos Greene, uno de los jefes más renombrados de la Chontalpa. Esto sucedía el día 1 de octubre de 1914. 

#### Convención de Aguascalientes

Facciones revolucionarias en México, en 1915.

Pocos días después se inauguraría la Convención de Aguascalientes: que a partir del día 10 del mes de octubre tuvo por escenario la ciudad de Aguascalientes, estuvieron como delegados tabasqueños los generales Ernesto Aguirre Colorado, que acudió personalmente; Don Adolfo de la Huerta (civil) en representación de Pedro C. Colorado y más tarde por el mayor José T. Cantú; el coronel Enrique F. Estrada en representación de Ramón Sosa Torres; el coronel Valentín R. Flores Garza en representación de Isidro Cortés y Luis Felipe Domínguez, por el capitán Francisco Vela.

#### Carrancistas contra villistas en Tabasco
Los revolucionarios tabasqueños, como buena parte del país, se unieron a los carrancistas y se organizaron columnas para combatir a los villistas. Los combates continuaron durante todo el año de 1915. Carlos Greene intervino los bienes de los huertistas, vendió ganado, maderas, hule, cacao, casas y tierras con la finalidad de continuar financiando el movimiento revolucionario. El general Greene fue llamado por Carranza para ayudarlo a combatir a las fuerzas convencionistas, y tuvo que entregar el cargo de gobernador a Aquileo Juárez, quien gobernó del 2 de febrero de 1915 al 28 de agosto de ese mismo año, cuando recibió órdenes de Carranza para entregarle la gubernatura del estado al general Pedro C. Colorado el 28 de agosto de 1915. 
El mismo día de la toma de posesión de Pedro C. Colorado, elementos de la brigada de Sosa Torres, que se encontraban de regreso en Tabasco, fueron reorganizados para hacer un levantamiento con la finalidad de que el coronel Aquileo Juárez regresara a la gubernatura. Los hombres se insubordinaron bajo el mando del coronel Francisco Gil Morales y asesinaron al gobernador Pedro C. Colorado. Carranza enterado del asunto, envió al general Francisco J. Mújica para que avanzara hacia Tabasco y acabara con la sublevación. Aquileo Juárez, se invistió nuevamente como gobernador, pero tuvo que entregar el mando tres días después a Francisco J. Mújica cuando éste, llegó a ocupar la capital.
Mújica recibió al gobierno de Tabasco el 18 de septiembre de 1915 y lo primero que hizo fue someter a consejo de guerra y fusilar a un buen número de los alzados de Francisco Gil Morales. Posteriormente, realizó un buen número de acciones encaminadas a mejorar la situación de la población que había sido maltratada y lastimada.

#### Triunfo de los Constitucionalistas

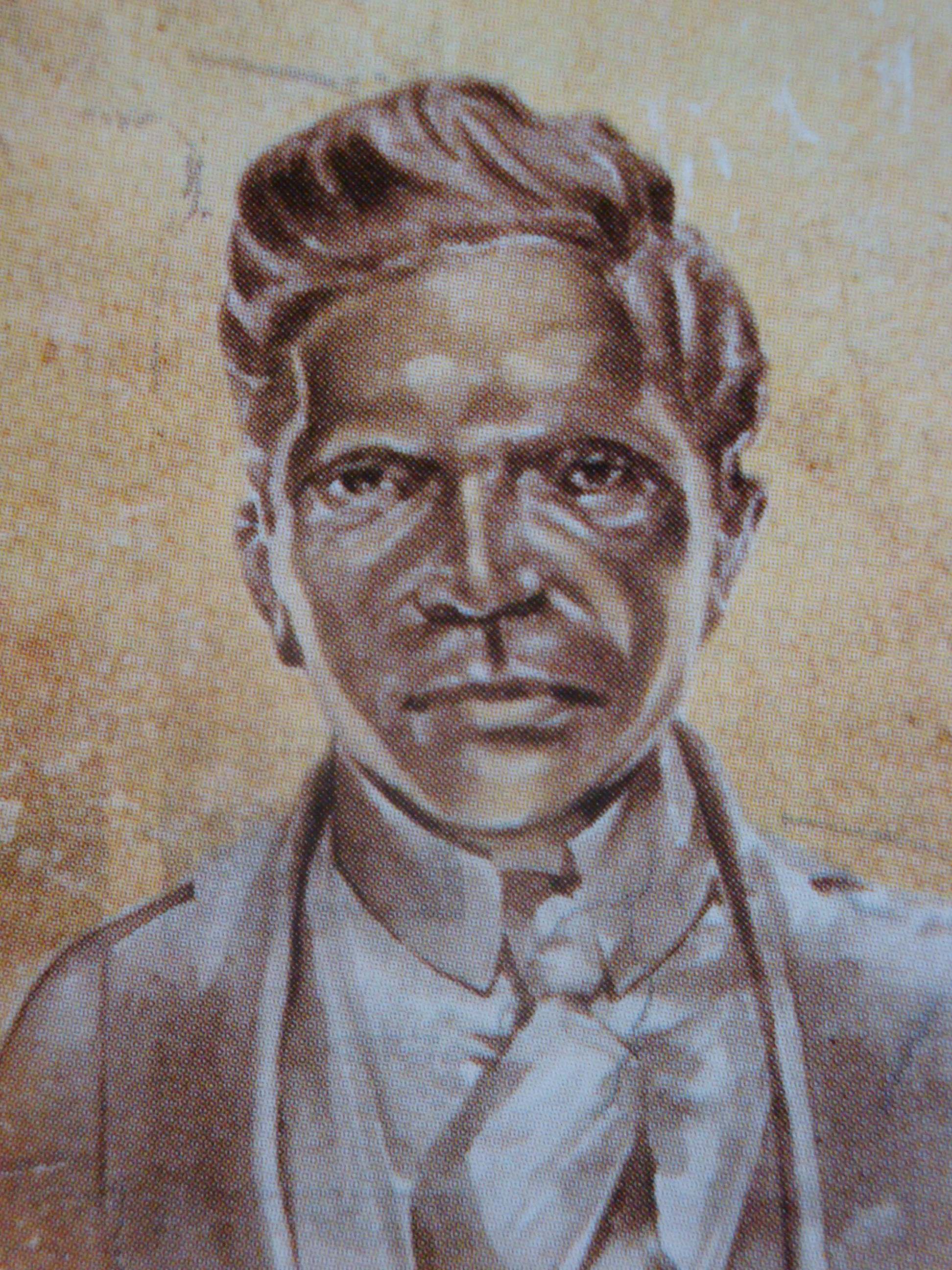
Rafael Martínez de Escobar, abogado y destacado político tabasqueño, apoyó a la Revolución mexicana. Fue presidente del Congreso Constituyente de Tabasco en 1919.

A principios de 1916, el villismo había sido derrotado, de manera que el gobierno comenzó finalmente a consolidarse. Hacía falta, sin embargo, establecer las bases constitucionales que habrían de regir el destino del país.
Mientras tanto en Tabasco, el 24 de junio de 1916, el gobernador Francisco J. Mújica, expedía un decreto por medio del cual, se le cambiaba el nombre a la capital del estado Villa Hermosa de San Juan Bautista por el de Villahermosa. 
A mediados de julio de 1916, se reunieron en la Ciudad de México Carlos Greene, Ramón Sosa Torres, Isidro Cortés y Aquileo Juárez con Antenor Sala y Rafael Martínez de Escobar que representaban a Luis Felipe Domínguez y a Ernesto Aguirre Colorado y acordaron pedir a Carranza el cambio de Francisco J. Mújica. Rafael Martínez de Escobar utilizó sus influencias para que Carranza escogiera entre cinco generales al sucesor de Mújica. La votación favoreció a Luis Felipe Domínguez quien ocupó la gubernatura por segunda ocasión ahora el 16 de septiembre de 1916.
Don Venustiano Carranza publicó, el 21 de septiembre de 1916, la convocatoria para la elección de los diputados, que al formar parte del Congreso Constituyente, habrían de redactar la nueva Constitución. El día 10 de diciembre del mismo año comenzaron los trabajos y finalmente el 5 de febrero de 1917, se promulgó en Querétaro la nueva Constitución que 22 días más tarde fue jurada y promulgada en Tabasco por el gobernador Luis Felipe Domínguez.
A pesar de que en Tabasco el régimen revolucionario comenzaba a consolidarse, hubo algunos pequeños movimientos contrarrevolucionarios. Partidarios de Félix Díaz sobrino del General Porfirio Díaz que se encontraba alzado en armas contra el gobierno, atacaron Teapa y hubo otros combates en los límites de Tabasco y Chiapas.
El general Domínguez dejó el gobierno provisional el 10 de mayo de 1917, al entregarlo a Joaquín Ruíz, quien gobernó hasta julio de 1918 en que tomó posesión de la gubernatura Luis M. Hernández.

### Nuevos conflictos

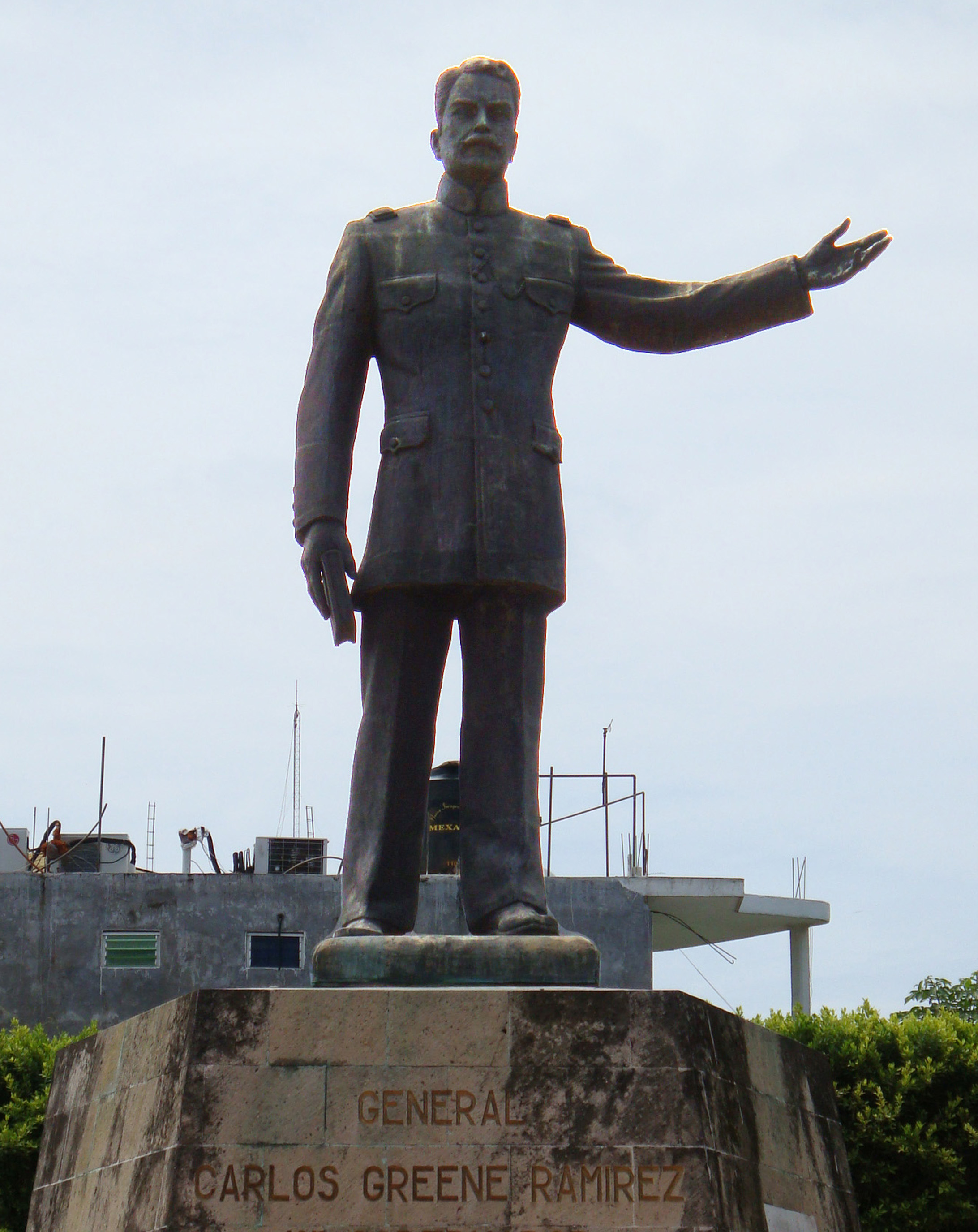
Monumento en honor del general Carlos Greene en la ciudad de Heroica Cárdenas.

Los conflictos entre las diversas facciones, no habían concluido en Tabasco. Las diferencias entre los revolucionarios de La Chontalpa y los de la región de los Ríos volvieron a manifestarse cuando, en julio de 1918, se convocó a elecciones para gobernador y diputados locales. Surgieron entonces dos partidos: el Liberal Constitucionalista conocido también como partido azul, apoyado por la región de los Ríos; y el Partido Radical Tabasqueño o partido rojo apoyado por la Chontalpa.
El azul postulaba a don Luis Felipe Domínguez para la gubernatura y el rojo a don Carlos Greene. «En tales condiciones los dos candidatos y sus planillas de diputados y presidentes municipales iniciaron una lucha que no fue de adversarios políticos sino de enemigos personales, una lucha a muerte. Las reuniones de un partido eran atacadas por el otro a golpes, pedradas, balazos etc.».
Las elecciones se llevaron a cabo y el partido rojo, con don Carlos Greene a la cabeza, resultó vencedora. Pero Domínguez desconociendo el triunfo de Greene se declaró en rebeldía junto con sus seguidores. 
El general Carlos Greene protestó como primer gobernador constitucional (por la Constitución de 1917) el 1 de marzo de 1919, siendo el primero electo desde Manuel Mestre Ghigliazza en 1911, e inició su régimen con grandes dificultades internas, ya que no contaba con la aprobación de Carranza. Los dominguistas, que protestaban por "fraude electoral" formaron su Congreso y se instalaron en Amatitlán, reconociendo a Luis Felipe Domínguez como gobernador constitucional y plantearon ante el Senado de la República, un caso de conflicto de poderes, al existir dos gobernadores y dos Congresos. 
El 6 de agosto de 1918 Greene dejó temporalmente el gobierno para ir a la Ciudad de México a entrevistarse con el presidente Venustiano Carranza y defender la legalidad de su gobierno. En su lugar quedó Tomás Garrido Canabal quien, durante el interinato, tuvo que hacer frente a los ataques dominguistas.
Los dominguistas aprovecharon la ocasión e hicieron prisionero al gobernador y a los Diputados, pero pronto lograron su libertad, siendo expulsados de Villahermosa hacia Frontera, la cual es nombrada "capital provisional", sin embargo, también tuvieron que abandonar esa ciudad, para refugiarse en la Barra de Santa Anna.
Don Carlos Greene logró entrevistarse con Carranza y éste reconoció la legalidad de su gobierno, avisándole a Garrido Canabal quien logró vencer a los rebeldes dominguistas y entró triunfante a Villahermosa. Dispersos ya los dominguistas y legalmente constituido el gobierno, Carlos Greene volvió a su puesto el 31 de diciembre de 1919.
Sin embargo, la paz no llegó a Tabasco, ya que en abril de 1920, Carlos Greene, el general Ramón Sosa Torres y la legislatura tabasqueña, con el pretexto de que Carranza trataba de imponer a Ignacio Bonillas como su sucesor, desconocieron a Venustiano Carranza como presidente de la República apoyando al General Álvaro Obregón.
En octubre de 1920 un escolta del gobernador Greene entró al Congreso del Estado, asesinando a los diputados Manuel Lazcano y Alberto Nicolás Cámara, resultando heridos el presidente de la misma, Pedro Jiménez Calleja y Guillermo Escoffié, quien murió unos días más tarde. Debido a este acontecimiento, el Senado de la República declaró desaparecidos los poderes en el estado de Tabasco y el General Greene fue hecho prisionero.
Después de este acontecimiento, quedó concluido en Tabasco el agitado capítulo de la Revolución. Pero la tranquilidad no llegaría al estado, ya que en diciembre de 1923 iniciaba en el estado otra lucha armada, conocida como la rebelión delahuertista.